# Alexandr Georgijevič z Leuchtenbergu
Alexandr Georgijevič z Leuchtenbergu (13. listopadu 1881, Petrohrad – 26. září 1942, Salies-de-Béarn), také známý jako Alexandr Georgijevič Romanovský nebo méně často Alexandr de Beauharnais, byl jediný syn Jiřího Maximilianoviče z Leuchtenbergu s jeho první manželkou Terezou Petrovnou Oldenburskou. Přes oba rodiče byl potomkem ruského cara Pavla I.

## Rodina a dětství
Alexandr Georgijevič ("Sandro") se narodil 13. listopadu 1881 jako jediné dítě Jiřího Maximilianoviče z Leuchtenbergu a jeho první manželky Terezy Petrovny Oldenburské. Stejně jako jeho otec měl již od narození titul Jeho císařská Výsost. Jeho matka zemřela 19. dubna 1883 a zanechala po sobě vdovce a malého syna. Jeho otec se po šesti letech znovu oženil s černohorskou princeznou Anastázií, která mu padla do oka na svatbě její sestry Milicy. S novou manželkou měl otec dvě další děti, Sergeje a Elenu.

## Vojenská kariéra
Alexandr sloužil jako podporučík husarské gardy a pobočník ruského cara. Později se připojil ke čtvrtému praporu Chasseurů stráže císařské rodiny.

## Manželství
V roce 1909 se Alexandr objevoval v mnoha novinách poté, co se rozšířily fámy, že vstoupí do morganatického manželství s Američankou Marjorií Gould Drexelovou, dcerou bohatého železničního manažera George Jay Goulda. Uváděly, že se s ní Alexandr setkal předchozího léta v Paříži a že jeho otec později oslovil George Goulda a požádal o ruku jeho dcery pro svého syna. Jedny noviny prohlásily, že Alexandrův otec "neschválí sňatek pouze z lásky a bude trvat na tom, že princova nevěsta s sebou musí přinést jmění vhodné pro postavení imperiální princezny". George Gould a další tyto fámy vehementně potlačili a uvedli, že ti dva byli pouhými přáteli a nedošlo k žádnému zasnoubení.
V roce 1912 Alexandr údajně získal neochotný souhlas cara Mikuláše, aby se mohl oženit s bohatou Marianne Friedländer-Fuldovou, ale pouze pod podmínkou, že bude manželství považováno za nerovné a žádné tituly nepřejdou ani na manželku ani na jejich potomky. Přestože byl přímý potomek Evžena de Beauharnais, měl od bohatství daleko a sloužil u husarské gardy a jako pobočník cara.
22. ledna 1917 se v Petrohradu Alexandr morganaticky oženil s Naděždou Nikolajevnou Caralli (1883–1964).

## Ruská revoluce
Protože byl blízký příbuzný ruské carské rodiny, pokusil se několikrát o záchranu cara Mikuláše II. a jeho rodiny. Několik dní po Mikulášově abdikaci 15. března 1917, Alexandr navštívil Muriel Buchananovou, dceru George Buchanana, britského vyslance u ruského dvora, s nadějí, že získá pomoc jejího otce. Všimla si, že vévoda vypadá roztržitě a nějak jinak, "pak jsem si náhle uvědomila, že zahodil všechny své ozdoby a už nenosil zlaté aiguilety. Vzpomněla jsem si, že Rusko teď nemá cara". Alexandr řekl, že přišel vyzvat jejího otce, sira George, aby rychle zasáhl a dostal cara a jeho rodinu z Ruska. Pokračoval, že rodina je v "nejvážnějším nebezpečí" a že pokud brzy neodejdou, bude příliš pozdě na to, aby je dostali pryč a zachránili je před možnou katastrofou. Muriel následně zavolala pro otce, aby s Alexandrem probral situaci; sir George souhlasil, že udělá vše, co bude v jeho silách, ale prohlásil, že už poslal do Londýna několik zpráv s varováním před nebezpečím.
V roce 1918, v roce, kdy byla zavražděna carská rodina, odjel Alexandr do Berlína a pokusil se získat pomoc německého císaře Viléma II.; v tomto pokusu se vévoda snažil přesvědčit Mikuláše, aby souhlasil s plánem založeným na německé pomoci. Alexandr byl pro to, aby se rodina dostala do Berlína, ale Mikuláš odmítl, což vyvolalo fámy, že Vilémova vláda zvažovala "unést cara a jeho rodinu a přivést je do Německa". Carevna Alexandra trvala na tom, že "raději zemře v Rusku, než aby ji zachránili Němci". Z těchto plánů nakonec nic nebylo, protože monarchistické skupiny se nemohly rozhodnout, zda Mikuláše nebo jeho syna Alexeje dosadit zpět na trůn nebo ne.
Ke konci roku 1917 byl Alexandr během svého pobytu u Felixe Jusupova spolu se čtyřmi nebo pěti prominentními členy monarchistické strany zatčen bolševickými úřady. V roce 1919 bolševická bezdrátová zpráva zaslaná deníku The Washington Post tvrdila, že po setkání ruských monarchistů na Sibiři byl Alexandrovi nabídnut ruský trůn a on jej přijal, žádné další zprávy to však nepotvrdily.

### Úmrtí
Alexandr zemřel 26. září 1942 ve věku 60 let v Salies-de-Béarn ve Francii. Vévodou z Leuchtenbergu se po něm stal jeho nevlastní bratr Sergej.

## Vývod z předků
|                                      |                                     |  |                     |                                              |  |  |  |  |  |  |  | Alexandre de Beauharnais |
|                                      |                                     |  |                     |                                              |  |  |  |  |  |  |  |                          |
|                                      | Evžen de Beauharnais                |  |                     |                                              |  |  |  |  |  |  |  |                          |
|                                      |                                     |  |                     |                                              |  |  |  |  |  |  |  |                          |
|                                      |                                     |  |                     | Joséphine de Beauharnais                     |  |  |  |  |  |  |  |                          |
|                                      |                                     |  |                     |                                              |  |  |  |  |  |  |  |                          |
|                                      | Maximilian de Beauharnais           |  |                     |                                              |  |  |  |  |  |  |  |                          |
|                                      |                                     |  |                     |                                              |  |  |  |  |  |  |  |                          |
|                                      |                                     |  |                     | Maxmilián I. Josef Bavorský                  |  |  |  |  |  |  |  |                          |
|                                      |                                     |  |                     |                                              |  |  |  |  |  |  |  |                          |
|                                      | Augusta Bavorská                    |  |                     |                                              |  |  |  |  |  |  |  |                          |
|                                      |                                     |  |                     |                                              |  |  |  |  |  |  |  |                          |
|                                      |                                     |  |                     | Augusta Vilemína Marie Hesensko-Darmstadtská |  |  |  |  |  |  |  |                          |
|                                      |                                     |  |                     |                                              |  |  |  |  |  |  |  |                          |
|                                      | Jiří Maximilianovič z Leuchtenbergu |  |                     |                                              |  |  |  |  |  |  |  |                          |
|                                      |                                     |  |                     |                                              |  |  |  |  |  |  |  |                          |
|                                      |                                     |  |                     | Pavel I. Ruský                               |  |  |  |  |  |  |  |                          |
|                                      |                                     |  |                     |                                              |  |  |  |  |  |  |  |                          |
|                                      | Mikuláš I. Pavlovič                 |  |                     |                                              |  |  |  |  |  |  |  |                          |
|                                      |                                     |  |                     |                                              |  |  |  |  |  |  |  |                          |
|                                      |                                     |  |                     | Žofie Dorota Württemberská                   |  |  |  |  |  |  |  |                          |
|                                      |                                     |  |                     |                                              |  |  |  |  |  |  |  |                          |
|                                      | Marie Nikolajevna Ruská             |  |                     |                                              |  |  |  |  |  |  |  |                          |
|                                      |                                     |  |                     |                                              |  |  |  |  |  |  |  |                          |
|                                      |                                     |  |                     | Fridrich Vilém III.                          |  |  |  |  |  |  |  |                          |
|                                      |                                     |  |                     |                                              |  |  |  |  |  |  |  |                          |
|                                      | Šarlota Pruská                      |  |                     |                                              |  |  |  |  |  |  |  |                          |
|                                      |                                     |  |                     |                                              |  |  |  |  |  |  |  |                          |
|                                      |                                     |  |                     | Luisa Meklenbursko-Střelická                 |  |  |  |  |  |  |  |                          |
|                                      |                                     |  |                     |                                              |  |  |  |  |  |  |  |                          |
| Alexandr Georgijevič z Leuchtenbergu |                                     |  |                     |                                              |  |  |  |  |  |  |  |                          |
|                                      |                                     |  |                     |                                              |  |  |  |  |  |  |  |                          |
|                                      |                                     |  | Petr I. Oldenburský |                                              |  |  |  |  |  |  |  |                          |
|                                      |                                     |  |                     |                                              |  |  |  |  |  |  |  |                          |
|                                      | Jiří Oldenburský                    |  |                     |                                              |  |  |  |  |  |  |  |                          |
|                                      |                                     |  |                     |                                              |  |  |  |  |  |  |  |                          |
|                                      |                                     |  |                     | Bedřiška Alžběta Württemberská               |  |  |  |  |  |  |  |                          |
|                                      |                                     |  |                     |                                              |  |  |  |  |  |  |  |                          |
|                                      | Petr Oldenburský                    |  |                     |                                              |  |  |  |  |  |  |  |                          |
|                                      |                                     |  |                     |                                              |  |  |  |  |  |  |  |                          |
|                                      |                                     |  |                     | Pavel I. Ruský                               |  |  |  |  |  |  |  |                          |
|                                      |                                     |  |                     |                                              |  |  |  |  |  |  |  |                          |
|                                      | Kateřina Pavlovna Ruská             |  |                     |                                              |  |  |  |  |  |  |  |                          |
|                                      |                                     |  |                     |                                              |  |  |  |  |  |  |  |                          |
|                                      |                                     |  |                     | Žofie Dorota Württemberská                   |  |  |  |  |  |  |  |                          |
|                                      |                                     |  |                     |                                              |  |  |  |  |  |  |  |                          |
|                                      | Tereza Petrovna Oldenburská         |  |                     |                                              |  |  |  |  |  |  |  |                          |
|                                      |                                     |  |                     |                                              |  |  |  |  |  |  |  |                          |
|                                      |                                     |  |                     | Fridrich Vilém Nasavsko-Weilburský           |  |  |  |  |  |  |  |                          |
|                                      |                                     |  |                     |                                              |  |  |  |  |  |  |  |                          |
|                                      | Vilém Nasavský                      |  |                     |                                              |  |  |  |  |  |  |  |                          |
|                                      |                                     |  |                     |                                              |  |  |  |  |  |  |  |                          |
|                                      |                                     |  |                     | Luisa Isabela z Kirchbergu                   |  |  |  |  |  |  |  |                          |
|                                      |                                     |  |                     |                                              |  |  |  |  |  |  |  |                          |
|                                      | Tereza Nasavsko-Weilburská          |  |                     |                                              |  |  |  |  |  |  |  |                          |
|                                      |                                     |  |                     |                                              |  |  |  |  |  |  |  |                          |
|                                      |                                     |  |                     | Fridrich Sasko-Altenburský                   |  |  |  |  |  |  |  |                          |
|                                      |                                     |  |                     |                                              |  |  |  |  |  |  |  |                          |
|                                      | Luisa Sasko-Hildburghausenská       |  |                     |                                              |  |  |  |  |  |  |  |                          |
|                                      |                                     |  |                     |                                              |  |  |  |  |  |  |  |                          |
|                                      |                                     |  |                     | Šarlota Georgina Meklenbursko-Střelická      |  |  |  |  |  |  |  |                          |
|                                      |                                     |  |                     |                                              |  |  |  |  |  |  |  |                          |